# Pyramid Island (Alaska)
Pyramid Island, kurz Pyramid, ist eine kleine unbewohnte Insel der Rat Islands und gehört zu den Aleuten. Die Insel liegt zwischen Davidof und Khvostof, ihr höchster Punkt befindet sich 164 m über dem Meeresspiegel. 
Pyramid ist wahrscheinlich wie die Nachbarinseln Davidof und Lopy der Überrest eines Calderarandes. Die Caldera war Teil eines Vulkans, der im Tertiär infolge eines explosiven Ausbruchs zum größten Teil zerstört wurde. Seinen Namen erhielt Pyramid Island 1935 von der Besatzung der U.S.S. Oglala aufgrund seiner Form.